# Adrien Brody
Adrien Nicholas Brody (Newhaven, Nueva York, 14 de abril de 1973), es un actor y productor estadounidense. Saltó a la fama en el año 2002, tras  encarnar a Władysław Szpilman en la película El pianista, dirigida por Roman Polanski, por la cual obtuvo premio Óscar como mejor actor principal a los 29 años de edad. También es conocido por su papel como un sobreviviente del Holocausto que emigra a los Estados Unidos en The brutalist (2024) de Brady Corbet. Brody recibió elogios de la crítica y ganó por este film el premio Óscar como mejor actor principal, el Globo de Oro al Mejor Actor - Drama y el Premio BAFTA al mejor actor.
Brody también ha protagonizado La delgada línea roja (1998), The Village (2004), King Kong (2005), Hollywoodland (2006), Cadillac Records (2008) y See How They Run (2022). Ha colaborado frecuentemente con el cineasta Wes Anderson, apareciendo en sus películas The Darjeeling Limited (2007), Fantastic Mr. Fox (2009), The Grand Budapest Hotel (2014), The French Dispatch (2021) y Asteroid City (2023). Interpretó a Salvador Dalí en Midnight in Paris (2011) de Woody Allen y a Arthur Miller en Blonde (2022) de Andrew Dominik. 

## Biografía
Brody nació en Woodhaven, un modesto barrio de Queens, Nueva York, en 1973. Es hijo único de Sylvia Plachy, una famosa fotógrafa, y de Elliot Brody, profesor jubilado de historia y pintor. Su padre era de ascendencia judía polaca y su madre nació en Budapest, Hungría, hija de padre aristócrata húngaro católico y de madre judía checa; sin embargo, Brody dijo que se crio «sin una conexión fuerte» con el judaísmo ni con el catolicismo.
Durante su niñez siempre se mantuvo bajo el cuidado y guía de sus padres. Cuando era niño, Brody realizaba espectáculos de magia en fiestas de cumpleaños de niños como "Adrien el increíble". Asistió a la escuela SI 145 Joseph Pulitzer y luego a la Fiorello H. LaGuardia (Escuela Superior de Música y Artes Escénicas de Nueva York).
Sus padres lo inscribieron en clases de actuación para alejarlo de los niños peligrosos con los que podía relacionarse debido al barrio en donde vivían. Posteriormente, asistió a la Universidad de Stony Brook antes de trasladarse a la Universidad de Queens.
El actor comentó sobre su niñez y adolescencia, durante la ceremonia de la campaña "Save the Children": 

Yo soy producto de las escuelas públicas. Mi padre fue maestro en una escuela pública. Sin su guía, yo no estaría aquí hoy, no tendría la confianza para decir lo que pienso, ni tendría la fuerza para comprometerme con los papeles que tengo, para creer en mí mismo, en este negocio, que es un negocio muy competitivo. Crecí en un barrio de clase trabajadora y he sido testigo de los efectos de la pobreza, la falta de educación y la falta de orientación que se enmarca en la misma categoría. Vi amigos míos que no tenían confianza en sí mismos, que no tenían guía ni orientación, lo que hizo que no contaran con el estímulo y confianza necesarios para ir tras sus sueños. Yo soy la prueba de que la crianza en el hogar, independientemente de las otras influencias, de las circunstancias alrededor, viviendo de esta manera, dan la estructura, confianza y la estabilidad que son necesarias para tener éxito.

## Trayectoria

### 1988-2001
Tras tomar clases de actuación desde niño, a los catorce años debutó en 1988 en obras anexas de Broadway y en una película para televisión de PBS llamada Home at Last. Posteriormente, y motivado por alcanzar sus sueños, Brody se presentó en un casting y obtuvo su primer papel importante en la película New York Stories, de 1989.
Participó en películas como The Boy Who Cried Bitch (1991), King of the Hill (1993), Angels in the Outfield (1994), Ten Benny (1995), Bullet (1996), con Tupac Shakur y Mickey Rourke), The Undertaker’s Wedding (1997) y Six Ways to Sunday (1997), entre otras.
Trabajó en varios filmes hasta que recibió su primera nominación a un premio importante, siendo nominado en los Independent Spirit Award por su papel en la película de 1998 Restaurant.
Más tarde, fue muy reconocido y alabado por sus papeles en Summer of Sam (1999), de Spike Lee, y La delgada línea roja (1998), de Terrence Malick. Trabajó además en Oxygen / 24 horas para morir (1999), Bread and Roses (2000), Love the Hard Way/Amar al límite (2001) y otras películas.

### 2002:El pianista, su preparación y reconocimiento mundial

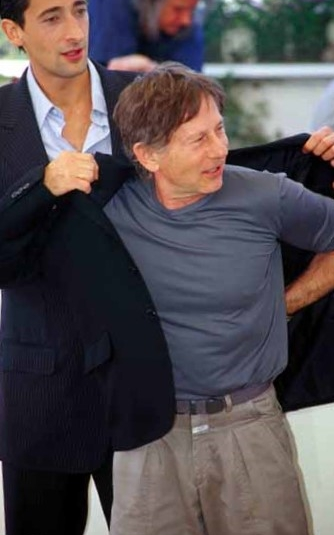
Brody junto a Roman Polanski en el Festival de Cannes de 2002, durante el estreno de El pianista.

El actor se enteró del rodaje de una película cuya historia transcurre durante el holocausto de la Segunda Guerra Mundial, se aprendió el guion, decidió presentarse a la selección del reparto y fue elegido como el protagonista de la película del director Roman Polanski El pianista (2002), en el papel del pianista judío polaco Władysław Szpilman.
Para poder interpretar este papel, Adrien Brody se esforzó al límite: se retiró durante meses de todas sus otras actividades para poder prepararse para este papel, dejó su apartamento y vendió su coche, su novia de entonces lo abandonó debido a su ausencia, aprendió a tocar obras de Chopin en el piano, ya que él no quería "dobles" sino tocar él mismo durante la película, y por último perdió 13 kg (29 libras).
Tras su actuación logró alcanzar la celebridad mundial y su papel le valió el premio más importante del cine. Por su actuación recibió un Premio de la Academia, el Óscar al mejor actor, por lo que con 29 años de edad se convirtió en el actor más joven en ganar el premio Óscar en esta categoría, y hasta la fecha es el único ganador menor de 30 años. Este papel también le hizo merecedor de candidaturas a los Globos de Oro, a los Premios del Sindicato de Actores y al BAFTA en la categoría de mejor actor. También ganó el Premio César al mejor actor (equivalente francés al Óscar), el Boston Society of Film Critics y el premio de la National Society of Film Critics.

### 2003-2005
Posteriormente, Brody apareció en Saturday Night Live el 10 de mayo de 2003, su primer trabajo en televisión, pero se le prohibió aparecer en el espectáculo después de hacer una introducción improvisada mientras llevaba rastas falsas de jamaicano imitando un musical de reggae del cantante Sean Paul (el productor del programa, Lorne Michaels, odia las actuaciones improvisadas). Sin embargo, la introducción sin guion permanece en reestrenos del episodio. Otras apariciones en televisión del actor incluyen The Today Show, de la NBC, y en Punk'd, de MTV, después de haber sido engañado por Ashton Kutcher.
Después de El pianista, Brody apareció en cuatro películas muy diferentes. En Maniquí (estrenada en 2003, pero originalmente filmada en 2000, justo antes de su trabajo en El pianista) retrató a Steven Schoichet, un ventrílocuo aspirante y socialmente torpe en la búsqueda de un interés amoroso. Para este papel, el actor aprendió ventriloquía y manejo de marionetas (bajo la tutela del actor y ventrílocuo Alan Semok) lo suficientemente convincentes para realizar todas las acrobacias de voz y manipulación de marionetas en el escenario en tiempo real, sin ningún doblaje posterior. Luego interpretó a Noé Percy, joven con discapacidad mental, en la película The Village (2004), de M. Night Shyamalan; al veterano de guerra conmocionado Jack Starks en The Jacket (2005); al escritor Jack Driscoll en la versión de 2005 de King Kong (un éxito de crítica y taquilla; recaudó 550 millones de dólares en todo el mundo y es la película más exitosa de Brody hasta la fecha en términos monetarios), y a Peter Whitman en The Darjeeling Limited, de Wes Anderson.
Ha aparecido en comerciales de Coca-Cola Light y de Schweppes, así como en el video musical de Tori Amos A Sorta Fairytale.

### 2006-2009
El 5 de enero de 2006, Brody confirmó las especulaciones de que estaba interesado en el papel del Joker de The Dark Knight, de 2008, y quería prepararse para el papel. Sin embargo, Christopher Nolan y Warner Bros. decidieron darle el papel a Heath Ledger. Brody también estaba en negociaciones con Paramount para hacer de Spock en Star Trek XI, pero finalmente le dieron el papel a Zachary Quinto.
Tuvo papeles en Hollywoodland (2006), Viaje a Darjeeling (2007), A Matador’s Mistress/Manolete (2008), The Brothers Bloom/Los hermanos Bloom, Cadillac Records, Giallo y Splice/Experimento mortal, de 2009.

### 2009-2012
Interpretó el papel protagonista de Royce en Predators (una secuela de la Predator original), dirigida por Nimród Antal y producida por Robert Rodriguez. Luego, participó en High School, Wrecked y El experimento, de 2010.
En el 2011, Brody protagonizó un anuncio de cerveza Stella Artois llamado Crying Jean, que se estrenó justo después de media hora del Super Bowl XLV, como parte de la campaña de Stella "Es una cosa de la belleza". Interpretó a Salvador Dalí en la película de Woody Allen Medianoche en París. Y fue elogiado por su trabajo protagónico en la película Detachment (El profesor, 2011).
El 16 de enero de 2012, Brody hizo su debut en el escenario como modelo de la colección de Prada "Hombres de Otoño / Invierno 2012". En 2012 también fue la imagen de Gillette Prestobarba para toda América Latina.

### 2013-2015
En 2013 actuó y coescribió la cinta InAPPropriate Comedy y tuvo un papel en la película En tercera persona, entre otras.
Durante el Festival de Cine de Cannes de 2014 volvió a comentar que le parecería interesante interpretar al Joker en La liga de la Justicia:

Me gustaría hacerlo si sintiera que puedo contribuir con algo valioso y que el papel fuese interesante para mí porque son caminos muy largos. Para mí, ¡los villanos son mucho más divertidos!

Comentó Brody, aunque admitió que no había ninguna oferta sobre la mesa:

No me ofrecen ese tipo de papeles. Si hay una oportunidad de hacer algo así y encarnar a un héroe o villano del cómic, no es algo a lo que esté fundamentalmente en contra.

En 2014 interpretó al villano Dmitri en la película ganadora de 4 premios Óscar El gran hotel Budapest, del director Wes Anderson. Ese mismo año también actuó y fue productor ejecutivo del filme American Heist y también fue el protagonista de la miniserie del canal History, Houdini (serie de 2014), interpretando al mago Harry Houdini, trabajo por el cual fue nominado como mejor actor de una miniserie en los premios Emmy de 2014.
Desde 2014 estuvo grabando Dragon Blade, película que rompió récords de taquilla en China, interpretando al villano Tiberius. A principios de 2015 viajó a China para promocionar durante varias fechas y asistir a la premiere de la cinta. Por su actuación posteriormente le otorgaron un reconocimiento en los premios chinos Huading Awards, como Mejor actor de reparto.
En 2015 fue protagonista en la película de terror Backtrack, en tres cortometrajes llamados The Library Book, Boredom y The Mascot (que pueden verse en YouTube). También protagonizó la película Septembers of Shiraz. En ese mismo año dirigió el cortometraje The Dodge Brothers y produjo el documental Stone Barn Castle, para el cual fue director, productor y compositor. También participó en la cinta Emperor.
En febrero de 2015 se convirtió en imagen de Bulgari, y lo nombraron embajador de Save the Children y de la campaña caritativa STOP.THINK.GIVE, a favor de los niños, por lo cual viajó a Nepal seis meses después del terremoto para colaborar con la tragedia ocurrida en este lugar y específicamente en ayuda de los niños que habían perdido todo.
En ese mismo año, durante los premios del Festival Internacional de Cine de San Diego, recibió el Premio a la Vanguardia del cine.

### 2016-2017
En 2016 protagonizó Manhattan en la oscuridad, del director Brian DeCubellis, y apareció en un episodio de la serie de televisión Dice, interpretándose a sí mismo.
Para la Navidad de 2016, protagonizó Come Together: A Fashion Picture in Motion (disponible en YouTube), un cortometraje navideño del director Wes Anderson.
En 2017 participó en las películas Bullet Head y Expiration. Además, posteriormente fue el mayor antagonista en la cuarta temporada de la serie de televisión Peaky Blinders, de la BBC, interpretando al mafioso de origen italiano Luca Changretta.
Ese mismo año, recibió dos premios por su trabajo: un trofeo en honor a su carrera cinematográfica: The Leopard Life Achievement Award, en el Festival de Cine Locarno, y meses después el premio honorífico al cine Excellence in Film, en el Festival Internacional de Cine de El Cairo.

### 2018-presente
A inicios de 2018 se anunció el estreno de la película china llamada The Bombing (que se rodó en 2015) y en la cual participó. La película se estrenó en octubre de ese año.
También en octubre del mismo año se inicia la filmación de El tonto, producción debut de Charlie Day. Posteriormente, se unió a la celebración de la marca de moda Mango Man como modelo de la campaña de aniversario.
En noviembre de 2018, inició la grabación de una nueva producción de Wes Anderson (director y gran amigo suyo), llamada The French Dispatch, en la cual Brody tiene un papel junto a más actores recurrentes en las películas de Anderson. La filmación inició en noviembre de 2018 y terminó en marzo de 2019. Dicho filme se estrenó en 2021.
En septiembre de 2019, inició la filmación de una nueva producción de Netflix llamada Blonde, serie que narra la vida de Marilyn Monroe, en donde Brody interpreta al esposo de la actriz, el dramaturgo Arthur Miller. La serie fue estrenada en la plataforma de streaming en 2021.

## Arte
Adrien Brody es un apasionado por el arte desde su infancia, sin embargo su trabajo artístico en esta rama tuvo sus inicios en 2013 y se desarrolló en 2014, para posteriormente en 2015 hacer su debut oficial como artista con su primera serie de arte recreativa y de pinturas titulada “Hot Dogs, Hamburgers, and Handguns” (en español, “Perros calientes, hamburguesas y pistolas”) en el Lulu Laboratorium, durante la Art Basel Miami 2015, el 2 de diciembre de 2015, organizado por Domingo Zapata, artista hispanoamericano y amigo suyo.
Su segunda serie de arte, titulada Hooked, se presentó en el Art New York del 3 al 8 de mayo de 2016 en Nueva York. Del 10 al 11 de noviembre de 2016, se llevó por primera vez a China para el 2016 ART021 Shanghai Exhibition, para la cual el artista tuvo varias actividades y viajó al país chino.
En mayo de 2018 presentó una nueva instalación de arte, llamada Metamorphosis: Transformations of the Soul, en el Art New York 2018.

## Causas y fundaciones que apoya
Adrien Brody a lo largo de su vida ha apoyado varias causas referente a los animales, niños en riesgo/desfavorecidos, arte, cáncer, diabetes, ayuda en caso de desastre, medio ambiente, salud, derechos humanos, pobreza, ayuda a la tercera edad, enfermedades terminales, esclavitud y tráfico de personas.
Ha apoyado y aportado a las siguientes organizaciones benéficas:
- Artists for Peace and Justice (2012)
- Barbara Davis Center for Childhood Diabetes (2012)
- Hollywood Arts (2013)
- Leonardo DiCaprio Foundation (2014–presente)
- NYCLASS (2012)
- PETA (2012)
- Racing for Kids (2013)
- The Art of Elysium (2013)
- UNICEF (2012)
- Save The Children en Bulgaria (2015)
- amfAR (desde 2014 hasta la actualidad)
- G&T Continental Foundation (2015)
- Museo Nacional de Historia de Guatemala (2015)
- The Snow Leopard Foundation (desde 2018 hasta la actualidad)
- Project Street Dog (desde 2018 hasta la actualidad)

## Vida personal
Es de conocimiento público que el actor, productor y artista posee una personalidad amable y respetuosa, tanto con sus admiradores como con los miembros de la prensa en general. En 1992, protagonizó un accidente automovilístico al chocar su motocicleta contra un automóvil. Resultó gravemente herido, puesto que golpeó su cabeza en el asfalto. Se vio obligado a pasar varios meses recuperándose en el hospital. A Brody le agrada su privacidad, razón por la cual ha mantenido un perfil reservado desde el inicio de su carrera, absteniéndose de protagonizar escándalos y asistiendo a las ceremonias de premios junto a sus padres. Limita mucho su presencia en las redes sociales. Utiliza Instagram, en la cual es más activo, casi únicamente para dar noticias sobre los nuevos proyectos en su carrera, aunque ha habido algunas excepciones, como en la cual pidió sugerencias de nombres a sus admiradores para bautizar a su nueva perrita, quien terminó llevando por nombre «Chicken» (pollo, en inglés) o cuando ha publicado fotos suyas pintando.
Respecto a su vida amorosa, nunca se ha casado. Sin embargo, mantuvo una relación con la actriz española Elsa Pataky, de quien se separó en 2009. Después de tres años, conoció a la modelo rusa Lara Leito, menor que él veinte años, durante el Festival de Cannes de 2012. Poco tiempo después, se confirmó que mantenían una relación amorosa cuando llegaron juntos a la alfombra roja de Cannes 2013. Se desconocen los detalles sobre su relación, pues ambos evitaron publicar fotografías o información en las redes sociales. Su separación se confirmó cuando llegaron por separado a la gala de los Óscar 2019. A mediados del mismo año, coincidió con la diseñadora Georgina Chapman. El diario The Sun confirmó, más tarde, que efectivamente mantenían un vínculo amoroso.
Actualmente, Adrien Brody reside en Los Ángeles, California.

## Filmografía

### Cine y televisión
| Año  | Título                                       | Papel                                                     | Notas                                              |
| ---- | -------------------------------------------- | --------------------------------------------------------- | -------------------------------------------------- |
| 1989 | Historias de Nueva York                      | Mel                                                       |                                                    |
| 1991 | The Boy Who Cried Bitch                      | Eddie                                                     |                                                    |
| 1993 | King of the Hill                             | Lester Silverstone                                        |                                                    |
| 1994 | Angels in the Outfield                       | Danny Hemmerling                                          |                                                    |
| 1994 | Natural Born Killers                         | Uno de los camarógrafos de Gale                           |                                                    |
| 1996 | Nothing to Lose                              | Ray Diglovanni                                            | También conocida como Ten Benny                    |
| 1996 | Solo                                         | Dr. Bill Stewart                                          |                                                    |
| 1996 | Bullet                                       | Ruby                                                      |                                                    |
| 1997 | The Last Time I Committed Suicide            | Ben                                                       |                                                    |
| 1997 | Six Ways to Sunday                           | Arnie Finklestein                                         |                                                    |
| 1998 | La delgada línea roja                        | Cabo Fife                                                 |                                                    |
| 1998 | The Undertaker's Wedding                     | Mario Bellini                                             |                                                    |
| 1998 | Restaurant                                   | Chris Calloway                                            |                                                    |
| 1999 | Oxygen                                       | Harry                                                     |                                                    |
| 1999 | Liberty Heights                              | Van Kurtzman                                              |                                                    |
| 1999 | Summer of Sam                                | Richie Tringale                                           |                                                    |
| 2000 | Pan y rosas                                  | Sam Shapiro                                               |                                                    |
| 2000 | Harrison's Flowers                           | Kyle Morris                                               |                                                    |
| 2001 | El misterio del collar                       | Count Nicolas De La Motte                                 |                                                    |
| 2001 | Amar al límite                               | Jack Grace                                                |                                                    |
| 2002 | Dummy                                        | Stevens                                                   |                                                    |
| 2002 | El pianista                                  | Władysław Szpilman                                        |                                                    |
| 2003 | The Singing Detective                        | First Hood                                                |                                                    |
| 2004 | The Village                                  | Noah Percy                                                |                                                    |
| 2005 | The Jacket                                   | Jack Starks                                               |                                                    |
| 2005 | King Kong                                    | Jack Driscoll                                             |                                                    |
| 2006 | Hollywoodland                                | Louis Simo                                                |                                                    |
| 2007 | The Tehuacan Project                         | Narrador                                                  |                                                    |
| 2007 | Manolete (The Passion Within)                | Manuel Rodríguez Sánchez "Manolete"                       |                                                    |
| 2007 | Viaje a Darjeeling                           | Peter Whitman                                             |                                                    |
| 2008 | The Brothers Bloom                           | Bloom                                                     |                                                    |
| 2008 | Cadillac Records                             | Leonard Chess                                             |                                                    |
| 2009 | Splice                                       | Clive Nicoli                                              |                                                    |
| 2009 | Giallo                                       | Inspector Enzo Lavia                                      | También productor                                  |
| 2009 | Fantastic Mr. Fox                            | Rickity                                                   | Voz                                                |
| 2010 | High School                                  | Psycho Ed                                                 |                                                    |
| 2010 | The Experiment                               | Travis                                                    |                                                    |
| 2010 | A Matador's Mistress                         | Manolete                                                  |                                                    |
| 2010 | Predators                                    | Royce                                                     |                                                    |
| 2010 | BrodyQuest                                   | Neil Cicierega                                            | Video popular de YouTube                           |
| 2011 | Wrecked                                      | Hombre                                                    | También productor ejecutivo                        |
| 2011 | Medianoche en París                          | Salvador Dalí                                             |                                                    |
| 2011 | Detachment                                   | Henry Barthes                                             | También productor ejecutivo                        |
| 2012 | Back to 1942                                 | Theodore H. White                                         |                                                    |
| 2013 | Inappropriate Comedy                         | Flirty Harry                                              |                                                    |
| 2013 | Third Person                                 | Sean                                                      |                                                    |
| 2014 | The Grand Budapest Hotel                     | Dmtri Desgoffe-und-Taxis                                  |                                                    |
| 2014 | Houdini                                      | Harry Houdini                                             | 4 episodios                                        |
| 2014 | American Heist                               | Frankie                                                   |                                                    |
| 2015 | Tian jiang xiong shi                         | Tiberius                                                  | También conocida como Dragón Blade                 |
| 2015 | Backtrack                                    | Peter Bower                                               |                                                    |
| 2015 | Septembers of Shiraz                         | Isaac                                                     |                                                    |
| 2015 | Breakthrough                                 | Narrador                                                  | Serie de televisión Episodio: "Decoding the Brain" |
| 2016 | Manhattan Nocturne                           | Porter Wren                                               |                                                    |
| 2017 | Bullet Head                                  | Stacy                                                     |                                                    |
| 2017 | Peaky Blinders                               | Luca Changretta                                           | Serie de televisión                                |
| 2018 | Da hong za                                   | Steve                                                     |                                                    |
| 2021 | La Crónica Francesa                          | Julian Cadazio                                            |                                                    |
| 2021 | Blonde                                       |                                                           |                                                    |
| 2021 | Clean                                        | Clean                                                     | Protagonista, guionista y coproductor              |
| 2021 | Succession                                   | Josh Aaronson                                             | Serie de televisión - 2 episodios                  |
| 2021 | Chapelwaite                                  | Capitan Charles Boone                                     | Serie de televisión - 10 episodios                 |
| 2022 | See How They Run                             | Leo Köpernick                                             |                                                    |
| 2023 | Ghosted                                      | Leveque                                                   |                                                    |
| 2023 | Fool's Paradise                              | Chad Luxt                                                 |                                                    |
| 2023 | Asteroid City                                | Schubert Green                                            |                                                    |
| 2023 | Manodrome                                    | Dan                                                       |                                                    |
| 2023 | Poker Face                                   | Leveque                                                   | Serie de Televisión                                |
| 2022 | Winning Time: The Rise of the Lakers Dynasty | Pat Riley                                                 | Serie de televisión - 15 episodios                 |
| 2025 | The Brutalist                                | László Tóth                                               |                                                    |
| 2025 | Emperor                                      | Carlos I de España y V del Sacro Imperio Romano Germánico |                                                    |

## Premios y nominaciones
| Año  | Premio/Festival                                   | Categoría                                           | Trabajo                  | Resultado | Ref.   |
| ---- | ------------------------------------------------- | --------------------------------------------------- | ------------------------ | --------- | ------ |
| 1999 | Satellite Awards                                  | Mejor Reparto                                       | The Thin Red Line        | Ganador   | [ 44 ] |
| 2001 | Independent Spirit Awards                         | Mejor Actor                                         | Restaurant               | Nominado  | [ 44 ] |
| 2002 | Boston Society of Film Critics                    | Mejor Actor                                         | The Pianist              | Ganador   | [ 44 ] |
| 2003 | Premios Oscar                                     | Mejor Actor                                         | The Pianist              | Ganador   | [ 45 ] |
| 2003 | Premios BAFTA                                     | Mejor Actor                                         | The Pianist              | Nominado  | [ 44 ] |
| 2003 | Premios Globos de Oro                             | Mejor Actor - Drama                                 | The Pianist              | Nominado  | [ 44 ] |
| 2003 | Screen Actors Guild Awards                        | Mejor Actor en Papel Principal                      | The Pianist              | Nominado  | [ 44 ] |
| 2003 | Premios César                                     | Mejor Actor                                         | The Pianist              | Ganador   | [ 44 ] |
| 2003 | National Society of Film Critics Awards           | Mejor Actor                                         | The Pianist              | Ganador   | [ 44 ] |
| 2003 | Chicago Film Critics Association Awards           | Mejor Actor                                         | The Pianist              | Nominado  | [ 44 ] |
| 2003 | Dallas–Fort Worth Film Critics Association Awards | Mejor Actor                                         | The Pianist              | Nominado  | [ 44 ] |
| 2012 | Screen Actors Guild Awards                        | Elenco sobresaliente de una película                | Midnight in Paris        | Nominado  | [ 44 ] |
| 2015 | Screen Actors Guild Awards                        | Elenco sobresaliente de una película                | The Grand Budapest Hotel | Nominado  | [ 44 ] |
| 2015 | Critics' Choice Movie Awards                      | Mejor Reparto                                       | The Grand Budapest Hotel | Nominado  | [ 44 ] |
| 2015 | Screen Actors Guild Awards                        | Mejor actor en miniserie o película para televisión | Houdini                  | Nominado  | [ 44 ] |
| 2015 | Primetime Emmy                                    | Mejor actor principal en una miniserie o película   | Houdini                  | Nominado  | [ 44 ] |
| 2016 | Primetime Emmy                                    | Narrador excepcional                                | Breakthrough             | Nominado  | [ 44 ] |
| 2022 | Primetime Emmy                                    | Mejor Actor invitado en una Serie Dramática         | Succession               | Nominado  | [ 44 ] |
| 2022 | Critics' Choice Super Awards                      | Mejor Actor en Serie de Terror                      | Chapelwaite              | Nominado  | [ 44 ] |
| 2024 | Premios Gotham                                    | Interpretación principal                            | The Brutalist            | Nominado  | [ 44 ] |
| 2024 | New York Film Critics Circle Awards               | Mejor Actor                                         | The Brutalist            | Ganador   | [ 44 ] |
| 2024 | Astra Film Awards                                 | Mejor Actor                                         | The Brutalist            | Nominado  | [ 44 ] |
| 2024 | Capri Hollywood International Film Festival       | Mejor Actor                                         | The Brutalist            | Ganador   | [ 44 ] |
| 2025 | AARP Movies for Grownups Awards                   | Mejor Actor                                         | The Brutalist            | Ganador   | [ 44 ] |
| 2025 | Premios Oscar                                     | Mejor Actor                                         | The Brutalist            | Ganador   | [ 45 ] |
| 2025 | Premios BAFTA                                     | Mejor Actor                                         | The Brutalist            | Ganador   | [ 44 ] |
| 2025 | Premios Globos de Oro                             | Mejor Actor - Drama                                 | The Brutalist            | Ganador   | [ 44 ] |
| 2025 | Palm Springs International Film Festival          | Desert Palm Achievement for Best Actor              | The Brutalist            | Ganador   | [ 44 ] |
| 2025 | Santa Barbara International Film Festival         | Premio de Vanguardia                                | The Brutalist            | Ganador   | [ 44 ] |
| 2025 | Critics' Choice Movie Awards                      | Mejor Actor                                         | The Brutalist            | Ganador   | [ 44 ] |
| 2025 | Screen Actors Guild Awards                        | Mejor Actor en papel principal                      | The Brutalist            | Nominado  | [ 44 ] |

## Distinciones honoríficas
Nacionales
- Medalla de Honor de Ellis Island (10/05/2025).[46]